# Fahri Rashiti
Fahri Rashiti, znany również jako Fahri Rashit Gjilani lub Fahri Rashid (Rashidi) Gorani (ur. 1 stycznia 1881 w Gnjilane, zm. 1944) – albański chirurg.

## Życiorys
W 1905 roku ukończył studia w Stambule, następnie specjalizował się w dziedzinie chirurgii w Paryżu. Pracował w klinikach chirurgicznych w Stambule, Prewezie, Peciu, Prizrenie, Durrësie, Kavajë i w latach 1916-1922 w Szkodrze.
W roku 1924 był ministrem edukacji w rządzie Shefqeta Verlaçiego, a następnie Iliasa Vrioniego.
W 1926 roku przeniósł się do Wlory, gdzie otworzył swój gabinet chirurgiczny.
W latach 1932–1934 był pierwszym prezesem Albańskiego Czerwonego Krzyża.
Zmarł w 1944 roku.